# Änga sjö
Änga sjö är en sjö i Växjö kommun i Småland och ingår i Ronnebyåns huvudavrinningsområde. Sjön har en area på 0,132 kvadratkilometer och ligger 177 meter över havet.

## Delavrinningsområde
Änga sjö ingår i det delavrinningsområde (629476-145606) som SMHI kallar för Mynnar i Rottnen. Medelhöjden är 187 meter över havet och ytan är 38,9 kvadratkilometer. Det finns inga avrinningsområden uppströms utan avrinningsområdet är högsta punkten. Lillasjöån som avvattnar avrinningsområdet har biflödesordning 2, vilket innebär att vattnet flödar genom totalt 2 vattendrag innan det når havet efter 92 kilometer. Avrinningsområdet består mestadels av skog (88 %). Avrinningsområdet har 0,29 kvadratkilometer vattenytor vilket ger det en sjöprocent på 0,7 %.